# Marsz–7
A Marsz–7 a szovjet Marsz-program második generációjának Mars űrszondája. Az M–73P típusú űrszondát az NPO Lavocskin vállalat fejlesztette ki és építette meg.

## Küldetés
1973. augusztus 9-én egy Proton SL-12/D-1 rakéta segítségével állították Föld körüli pályára, majd egy gyorsítófokozattal irányították a Mars felé vezető pályára. Útközben automatikus pályakorrekciót hajtott végre. A szállító és szonda egység össztömege 3260 kilogramm volt. 8 hónapos repülés után, 1974. március 9-én ért a Mars közelébe. Automatikus tájékozódás után a leszállást elősegítő helyzetbe állt, majd a Marstól 48 000 kilométer távolságban elindította a leszállóegységet. 
A szállítóegység, valamint a leszállóegység technikai hiba miatt elrepült a Mars mellett és keringési pályára állt.

## Jellemzői
Az M–73-as sorozat M–73P változatához tartozó szonda feladata, méretei, műszerezettsége megegyezett ikertestvérével, a Marsz–6 űrszondával. Repülés közben mérte a kozmikus gamma-sugárzást, a napszelet, az interplanetáris mágneses teret és a meteorok jelenlétét. A leszállóegység műszerezettsége megegyezik a Marsz–3 szondáéval.